# Zlodějka knih (film)
Zlodějka knih (anglicky The Book Thief) je americké válečné filmové drama z roku 2013, natočené podle stejnojmenného románu australského spisovatele Markuse Zusaka. Režisérem snímku byl Brian Percival, scenáristou Michael Petroni a autorem hudby John Williams. Hlavní postavy ztvárnili Sophie Nélisse, Geoffrey Rush, Emily Watson, Ben Schnetzer a Nico Liersch.
Snímek si vysloužil nominaci na celou řadu filmových ocenění, mimo jiné na Oscara, Zlatý glóbus a cenu BAFTA. Vyhrál Hollywood Film Award či Satellite Award.

## Obsazení
| Geoffrey Rush     | Hans Hubermann                            |
| Sophie Nélisse    | Liesel Meminger                           |
| Emily Watson      | Rosa Hubermann, manželka Hanse Hubermanna |
| Ben Schnetzer     | Max Vandenburg, židovský uprchlík         |
| Nico Liersch      | Rudy Steiner                              |
| Roger Allam       | smrt                                      |
| Barbara Auer      | Ilsa Hermann, manželka starosty           |
| Heike Makatschová | Lieselina matka                           |